# Salea anamallayana
Salea anamallayana là một loài thằn lằn trong họ Agamidae. Loài này được Beddome mô tả khoa học đầu tiên năm 1878.

## Hình ảnh

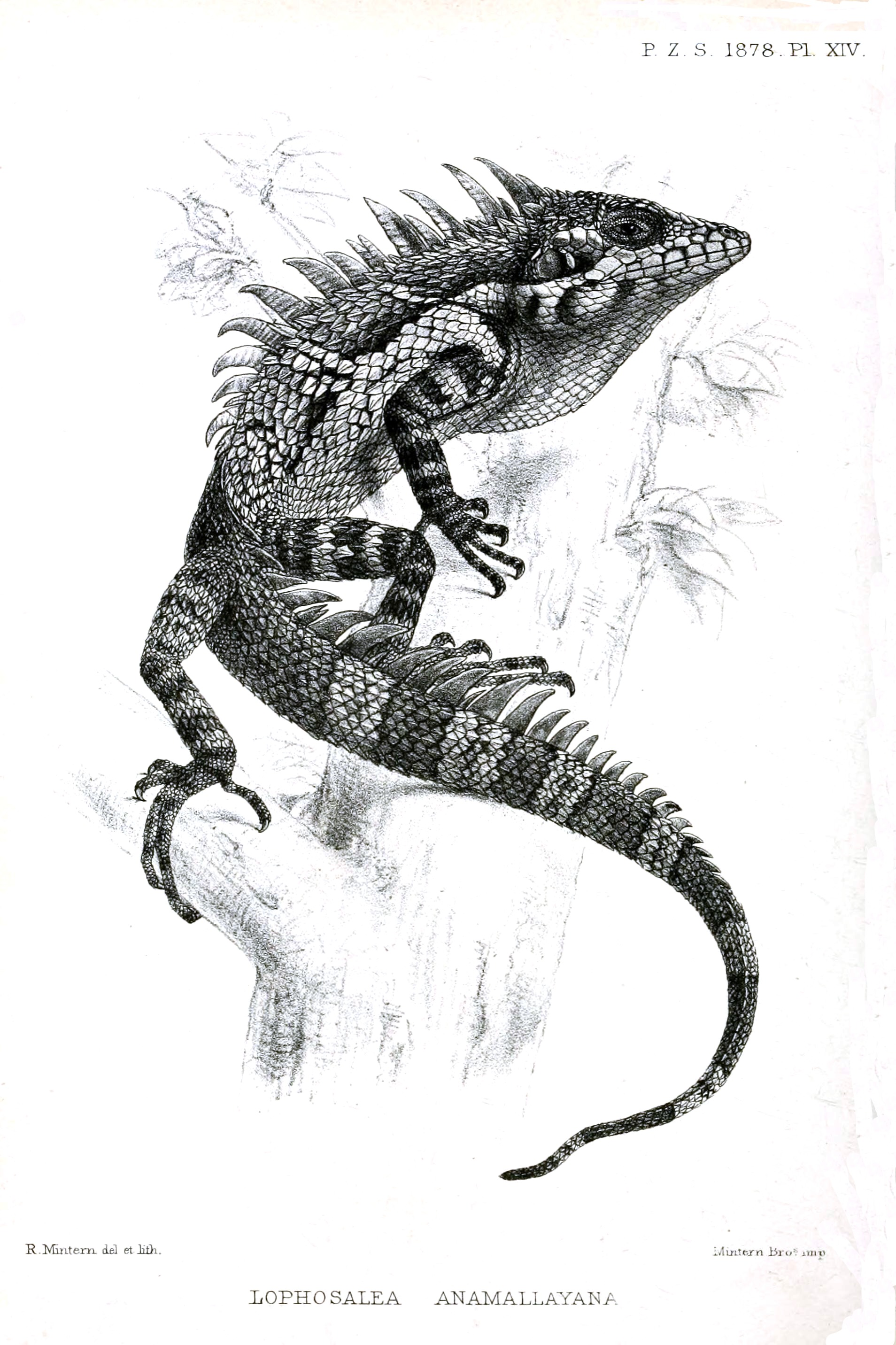